# 미하일 카시야노프
미하일 미하일로비치 카시야노프(러시아어: Михаи́л Миха́йлович Касья́нов, 1957년 12월 8일 ~ )는 러시아의 정치인이다.
1974년 모스크바 자동차 및 도로 건설 대학교에 입학하였고, 학위 취득 이후에는 러시아 국가계획위원회에 입사하였다. 보리스 옐친 정권 시절, 러시아 재정부 장관으로 발탁되어 1999년 5월 25일부터 2000년 5월 17일까지 약 1년간 이 자리에 있었다. 
2000년 블라디미르 푸틴 러시아 연방 대통령 정권 1기때 총리를 맡았으며, 2004년까지 이 자리를 유지했다. 카샤노프는 유창한 영어를 구사한다. 2004년 블라디미르 푸틴 러시아 연방 대통령이 내린 러시아 연방 대통령령에 따른 갑작스러운 직권해임으로 러시아 총리직에서 완전히 물러난 이후, 카시야노프는 푸틴 정권의 부패를 비판하며 반정부 인사로 변신하였다. 
2007년에는 러시아 연방 대통령선거 출마를 선언하였으나, 러시아 연방 중앙선거관리위원회는 카시야노프의 선거인명부 서명자 중 13.3%를 무효로 판단해 카시야노프의 등록을 거부했다. 세르게이 우달초프, 알렉세이 나발니, 보리스 넴초프과 함께 서방에 잘 알려진 반정부 인사이다. 
2012년 보리스 넴초프, 일리야 야신 등과 함께 인민자유당을 창당하였다. 현재는 인민자유당의 공동대표를 맡고 있다.